# Napoli, Napoli, Napoli
Pour les articles homonymes, voir Napoli.
Pour plus de détails, voir Fiche technique et Distribution.
Napoli, Napoli, Napoli est un film italien réalisé par Abel Ferrara, sorti en 2009.

## Fiche technique
- Titre français : Napoli, Napoli, Napoli
- Réalisation : Abel Ferrara
- Scénario : Peppe Lanzetta, Maurizio Braucci, Gaetano Di Vaio, Maria Grazia Capaldo et Abel Ferrara
- Photographie : Alessandro Abate
- Montage : Fabio Nunziata
- Production : Pier Francesco Aiello, Massimo Cortesi, Gianluca Curti, Gaetano Di Vaio et Luca Liguori
- Pays d'origine : Italie
- Date de sortie : 2009

## Distribution
- Salvatore Ruocco : Franco
- Luca Lionello : Sebastiano
- Benedito Sicca : Carmine
- Salvatore Striano : Gennaro
- Ernesto Mahieux : Celestino
- Shanyn Leigh : Lucia
- Peppe Lanzetta : Padre di Lucia
- Anita Pallenberg : Madre di Lucia